# マス (YMOの曲)
『マス』（Mass）は、イエロー・マジック・オーケストラ（YMO）の5枚目のシングル。1981年9月5日アルファレコードよりリリースされた。

## 音楽性
前作「キュー」同様、アルバム『BGM』からのシングルカット作品。

### マス
詞は、英語とロシア語の二か国語をピーター・バラカンが朗読している。バラカン自身ロシア語は、2〜3年位しか勉強しておらず、書店でロシア語の辞書を調べながら詞を訳したという。
1982年、西ドイツの映画「セカンドフェイス」にて使用された。

### カムフラージュ
細野が『BGM』の中でベストテイクと言わしめた曲。曲の後半に高橋の声がグニャグニャにエフェクトされた部分があるが、詞の内容は全く記載されていない。

## 収録曲
| 全編曲: YMO。 |                                |                                   |          |      |
| #             | タイトル                       | 作詞                              | 作曲     | 時間 |
| 1.            | 「マス」(MASS)                 | 細野晴臣 訳詞：ピーター・バラカン | 細野晴臣 | 4:30 |
| 2.            | 「カムフラージュ」(CAMOUFLAGE) | 高橋幸宏 訳詞：ピーター・バラカン | 高橋幸宏 | 4:34 |